# Valentin Verga
Valentin Verga, född den 7 oktober 1989 i Buenos Aires, Argentina, är en nederländsk landhockeyspelare.
Han tog OS-silver i herrarnas landhockeyturnering i samband med de olympiska landhockeytävlingarna 2012 i London.
Vid de olympiska landhockeytävlingarna 2016 i Rio de Janeiro kom Verga på en fjärde plats efter förlust mot Tyskland i bronsmatchen.